# شهرستان شیشوا (گوئیژو)
شهرستان شیشوا (به انگلیسی: Xishui County) یک شهرستان در چین است که در زونیای واقع شده‌است.